# UEFA Women’s Cup 2005/06

Das Wettbewerbs-Logo

Der UEFA Women’s Cup 2005/2006 war die fünfte Ausspielung des europäischen Meisterwettbewerbs für Frauenfußballvereine. An ihm nahmen 42 Landesmeister und der Titelverteidiger 1. FFC Turbine Potsdam teil. Wie im Vorjahr wurden zwei Gruppenphasen in Turnierform gespielt. Die Gruppensieger und -zweiten der Zweiten Runde ermittelten im K.-o.-System den Sieger.
Es kam zu einem rein deutschen Finale zwischen dem 1. FFC Turbine Potsdam und dem 1. FFC Frankfurt. Die Frankfurterinnen setzten sich schließlich durch und gewannen nach 2001/02 ihren zweiten Titel. Die Vertreter Österreichs und der Schweiz schieden in der Zweiten Runde aus.

## 1. Runde
In der ersten Runde wurden 36 Landesmeister in neun Gruppen zu je vier Mannschaften eingeteilt. Dabei fungierte eine der vier Mannschaften als Ausrichter des Turniers. Die Gruppensieger ziehen in die zweite Runde ein.

### Gruppe A1
Das Turnier wurde in Sintra (Portugal) ausgetragen.
| Pl. | Verein          | Sp. | S | U | N | Tore    | Diff. | Punkte |
| --- | --------------- | --- | - | - | - | ------- | ----- | ------ |
| 1.  | HSC Montpellier | 3   | 3 | 0 | 0 | 011:000 | +11   | 09     |
| 2.  | SU 1º Dezembro  | 3   | 2 | 0 | 1 | 010:100 | +9    | 06     |
| 3.  | Cardiff City    | 3   | 1 | 0 | 2 | 003:500 | −2    | 03     |
| 4.  | Glentoran FC    | 3   | 0 | 0 | 3 | 000:180 | −18   | 0      |

| 9. August 2005  |     |                 |
| HSC Montpellier | 8:0 | Glentoran FC    |
| SU 1.Dezembro   | 3:0 | Cardiff City    |
| 11. August 2005 |     |                 |
| HSC Montpellier | 2:0 | Cardiff City    |
| Glentoran FC    | 0:7 | SU 1.Dezembro   |
| 13. August 2005 |     |                 |
| SU 1.Dezembro   | 0:1 | HSC Montpellier |
| Cardiff City    | 3:0 | Glentoran FC    |

### Gruppe A2
Das Turnier wurde in Zagreb (Kroatien) ausgetragen.
| Pl. | Verein                        | Sp. | S | U | N | Tore    | Diff. | Punkte |
| --- | ----------------------------- | --- | - | - | - | ------- | ----- | ------ |
| 1.  | SV Neulengbach                | 3   | 2 | 1 | 0 | 010:200 | +8    | 07     |
| 2.  | ASD CF Bardolino              | 3   | 2 | 1 | 0 | 005:000 | +5    | 07     |
| 3.  | University College Dublin AFC | 3   | 1 | 0 | 2 | 003:700 | −4    | 03     |
| 4.  | ZNK Maksimir                  | 3   | 0 | 0 | 3 | 001:100 | −9    | 0      |

| 9. August 2005   |     |                  |
| SV Neulengbach   | 5:1 | UC Dublin        |
| ASD CF Bardolino | 3:0 | ZNK Maksimir     |
| 11. August 2005  |     |                  |
| SV Neulengbach   | 5:1 | ZNK Maksimir     |
| UC Dublin        | 0:2 | ASD CF Bardolino |
| 13. August 2005  |     |                  |
| ASD CF Bardolino | 0:0 | SV Neulengbach   |
| ZNK Maksimir     | 0:2 | UC Dublin        |

### Gruppe A3
Das Turnier wurde in Zeist (Niederlande) ausgetragen.
| Pl. | Verein              | Sp. | S | U | N | Tore    | Diff. | Punkte |
| --- | ------------------- | --- | - | - | - | ------- | ----- | ------ |
| 1.  | SV Saestum          | 3   | 2 | 1 | 0 | 010:200 | +8    | 07     |
| 2.  | Athletico Bilbao    | 3   | 2 | 1 | 0 | 010:300 | +7    | 07     |
| 3.  | KFC Rapide Wezemaal | 3   | 1 | 0 | 2 | 006:600 | ±0    | 03     |
| 4.  | Glasgow City FC     | 3   | 0 | 0 | 3 | 003:180 | −15   | 0      |

| 9. August 2005      |     |                     |
| Athletico Bilbao    | 6:2 | Glasgow City FC     |
| SV Saestum          | 2:1 | KFC Rapide Wezemaal |
| 11. August 2005     |     |                     |
| Athletico Bilbao    | 3:0 | KFC Rapide Wezemaal |
| Glasgow City FC     | 0:7 | SV Saestum          |
| 13. August 2005     |     |                     |
| SV Saestum          | 1:1 | Athletico Bilbao    |
| KFC Rapide Wezemaal | 5:1 | Glasgow City FC     |

### Gruppe A4
Das Turnier wurde in Jakobstad (Finnland) ausgetragen.
| Pl. | Verein          | Sp. | S | U | N | Tore    | Diff. | Punkte |
| --- | --------------- | --- | - | - | - | ------- | ----- | ------ |
| 1.  | Valur Reykjavík | 3   | 3 | 0 | 0 | 014:300 | +11   | 09     |
| 2.  | Røa IL          | 3   | 2 | 0 | 1 | 013:700 | +6    | 06     |
| 3.  | FC United       | 3   | 1 | 0 | 2 | 005:500 | ±0    | 03     |
| 4.  | Pärnu JK        | 3   | 0 | 0 | 3 | 002:190 | −17   | 0      |

| 9. August 2005  |     |                 |
| Røa IL          | 1:4 | Valur Reykjavík |
| FC United       | 2:0 | Pärnu FC        |
| 11. August 2005 |     |                 |
| Røa IL          | 9:1 | Pärnu FC        |
| Valur Reykjavík | 2:1 | FC United       |
| 13. August 2005 |     |                 |
| FC United       | 2:3 | Røa IL          |
| Pärnu FC        | 1:8 | Valur Reykjavík |

### Gruppe A5
Das Turnier wurde in Struga (Mazedonien) ausgetragen.
| Pl. | Verein              | Sp. | S | U | N | Tore    | Diff. | Punkte |
| --- | ------------------- | --- | - | - | - | ------- | ----- | ------ |
| 1.  | SC LUwin.ch Luzern  | 3   | 3 | 0 | 0 | 016:100 | +15   | 09     |
| 2.  | FC Codru Anenii Noi | 3   | 2 | 0 | 1 | 008:600 | +2    | 06     |
| 3.  | KÍ Klaksvík         | 3   | 0 | 1 | 2 | 003:100 | −7    | 01     |
| 4.  | KFF Sciponjat       | 3   | 0 | 1 | 2 | 002:120 | −10   | 01     |

| 9. August 2005      |     |                     |
| FC Codru Anenii Noi | 4:1 | KFF Sciponjat       |
| SC Luwin.ch Luzern  | 5:1 | KÍ Klaksvík         |
| 11. August 2005     |     |                     |
| KÍ Klaksvík         | 1:4 | FC Codru Anenii Noi |
| SC Luwin.ch Luzern  | 7:0 | KFF Sciponjat       |
| 13. August 2005     |     |                     |
| KFF Sciponjat       | 1:1 | KÍ Klaksvík         |
| FC Codru Anenii Noi | 0:4 | SC Luwin.ch Luzern  |

### Gruppe A6
Das Turnier wurde in Prag (Tschechien) ausgetragen.
| Pl. | Verein               | Sp. | S | U | N | Tore    | Diff. | Punkte |
| --- | -------------------- | --- | - | - | - | ------- | ----- | ------ |
| 1.  | Sparta Prag          | 3   | 2 | 1 | 0 | 012:100 | +11   | 07     |
| 2.  | Universitet Wizebsk  | 3   | 1 | 1 | 1 | 004:500 | −1    | 04     |
| 3.  | CFF Clujana Cluj     | 3   | 1 | 0 | 2 | 005:500 | ±0    | 03     |
| 4.  | Gintra Universitetas | 3   | 0 | 1 | 2 | 002:120 | −10   | 01     |

| 9. August 2005       |     |                      |
| Sparta Prag          | 1:1 | CFF Clujana Cluj     |
| Universitet Wizebsk  | 2:0 | Gintra Universitetas |
| 11. August 2005      |     |                      |
| Sparta Prag          | 8:0 | Gintra Universitetas |
| CFF Clujana Cluj     | 2:2 | Universitet Wizebsk  |
| 13. August 2005      |     |                      |
| Universitet Wizebsk  | 0:3 | Sparta Prag          |
| Gintra Universitetas | 2:2 | CFF Clujana Cluj     |

### Gruppe A7
Das Turnier wurde in Breslau (Polen) ausgetragen.
| Pl. | Verein             | Sp. | S | U | N | Tore    | Diff. | Punkte |
| --- | ------------------ | --- | - | - | - | ------- | ----- | ------ |
| 1.  | KS AZS Wrocław     | 3   | 3 | 0 | 0 | 017:000 | +17   | 09     |
| 2.  | Arsenal Charkov    | 3   | 2 | 0 | 1 | 028:600 | +22   | 06     |
| 3.  | Maccabi Holon      | 3   | 1 | 0 | 2 | 007:900 | −2    | 03     |
| 4.  | AEK Kokkinochorion | 3   | 0 | 0 | 3 | 000:370 | −37   | 0      |

| 9. August 2005     |       |                    |
| KS AZS Wrocław     | 5:0   | Arsenal Charkov    |
| Maccabi Holon      | 6:0   | AEK Kokkinochorion |
| 11. August 2005    |       |                    |
| KS AZS Wrocław     | 11:00 | AEK Kokkinochorion |
| Arsenal Charkov    | 8:1   | Maccabi Holon      |
| 13. August 2005    |       |                    |
| Maccabi Holon      | 0:1   | KS AZS Wrocław     |
| AEK Kokkinochorion | 00:20 | Arsenal Charkov    |

### Gruppe A8
Das Turnier wurde in Sarajevo (Bosnien und Herzegowina) ausgetragen
| Pl. | Verein             | Sp. | S | U | N | Tore    | Diff. | Punkte |
| --- | ------------------ | --- | - | - | - | ------- | ----- | ------ |
| 1.  | FK Lada Toljatti   | 3   | 3 | 0 | 0 | 014:000 | +14   | 09     |
| 2.  | SFK 2000 Sarajevo  | 3   | 2 | 0 | 1 | 002:300 | −1    | 06     |
| 3.  | PVFA Bratislava    | 3   | 1 | 0 | 2 | 004:800 | −4    | 03     |
| 4.  | NK Krka Novo Mesto | 3   | 0 | 0 | 3 | 001:100 | −9    | 0      |

| 9. August 2005        |     |                       |
| ZNK KRKA Novo Mesto   | 1:4 | PVFA Bratislava       |
| FK Lada Toljatti      | 3:0 | ZNK SFK 2000 Sarajevo |
| 11. August 2005       |     |                       |
| ZNK SFK 2000 Sarajevo | 1:0 | ZNK KRKA Novo Mesto   |
| FK Lada Toljatti      | 6:0 | PVFA Bratislava       |
| 13. August 2005       |     |                       |
| PVFA Bratislava       | 0:1 | ZNK SFK 2000 Sarajevo |
| ZNK KRKA Novo Mesto   | 0:5 | FK Lada Toljatti      |

### Gruppe A9
Das Turnier wurde in Sofia (Bulgarien) ausgetragen.
| Pl. | Verein          | Sp. | S | U | N | Tore    | Diff. | Punkte |
| --- | --------------- | --- | - | - | - | ------- | ----- | ------ |
| 1.  | Alma KTZH       | 3   | 2 | 0 | 1 | 010:300 | +7    | 06     |
| 2.  | FC NSA Sofia    | 3   | 1 | 1 | 1 | 004:700 | −3    | 04     |
| 3.  | AE Aegina       | 3   | 1 | 1 | 1 | 006:700 | −1    | 04     |
| 4.  | MTK Budapest FC | 3   | 0 | 2 | 1 | 003:600 | −3    | 02     |

| 9. August 2005  |     |                 |
| Alma KTZH       | 5:0 | FC NSA Sofia    |
| AE Aegina       | 2:2 | MTK Budapest FC |
| 11. August 2005 |     |                 |
| MTK Budapest FC | 0:3 | Alma KTZH       |
| AE Aegina       | 1:3 | FC NSA Sofia    |
| 13. August 2005 |     |                 |
| FC NSA Sofia    | 1:1 | MTK Budapest FC |
| Alma KTZH       | 2:3 | AE Aegina       |

## 2. Runde
Die Sieger der neun Erstrundengruppen treffen nun auf die sechs Landesmeister der stärksten Nationen und den Titelverteidiger Turbine Potsdam. Die 16 Mannschaften werden in vier Gruppen mit jeweils vier Mannschaften eingeteilt. Auch hier fungiert eine der vier Mannschaften als Ausrichter des Turniers. Die Gruppensieger und -zweiten erreichen das Viertelfinale.

### Gruppe B1
Das Turnier wurde in Montpellier (Frankreich) ausgetragen.
| Pl. | Verein                 | Sp. | S | U | N | Tore    | Diff. | Punkte |
| --- | ---------------------- | --- | - | - | - | ------- | ----- | ------ |
| 1.  | 1. FFC Turbine Potsdam | 3   | 2 | 1 | 0 | 014:100 | +13   | 07     |
| 2.  | HSC Montpellier        | 3   | 2 | 1 | 0 | 006:100 | +5    | 07     |
| 3.  | SV Saestum             | 3   | 1 | 0 | 2 | 005:700 | −2    | 03     |
| 4.  | SV Neulengbach         | 3   | 0 | 0 | 3 | 004:200 | −16   | 0      |

| 13. September 2005     |       |                        |
| SV Neulengbach         | 01:12 | 1. FFC Turbine Potsdam |
| SV Saestum             | 1:2   | HSC Montpellier        |
| 15. September 2005     |       |                        |
| 1. FFC Turbine Potsdam | 2:0   | SV Saestum             |
| HSC Montpellier        | 4:0   | SV Neulengbach         |
| 17. September 2005     |       |                        |
| 1. FFC Turbine Potsdam | 0:0   | HSC Montpellier        |
| SV Neulengbach         | 3:4   | SV Saestum             |

### Gruppe B2
Das Turnier wurde in Stockholm (Schweden) ausgetragen.
| Pl. | Verein                  | Sp. | S | U | N | Tore    | Diff. | Punkte |
| --- | ----------------------- | --- | - | - | - | ------- | ----- | ------ |
| 1.  | Djurgården Damfotboll   | 3   | 3 | 0 | 0 | 012:100 | +11   | 09     |
| 2.  | Valur Reykjavík         | 3   | 2 | 0 | 1 | 012:200 | +10   | 06     |
| 3.  | Alma KTZH               | 3   | 1 | 0 | 2 | 005:140 | −9    | 03     |
| 4.  | ŽFK Mašinac Classic Niš | 3   | 0 | 0 | 3 | 003:150 | −12   | 0      |

| 13. September 2005      |     |                         |
| ŽFK Mašinac Classic Niš | 3:5 | Alma KTZH               |
| Djurgården Damfotboll   | 2:1 | Valur Reykjavík         |
| 15. September 2005      |     |                         |
| Valur Reykjavík         | 3:0 | ŽFK Mašinac Classic Niš |
| Djurgården Damfotboll   | 3:0 | Alma KTZH               |
| 17. September 2005      |     |                         |
| ŽFK Mašinac Classic Niš | 0:7 | Djurgården Damfotboll   |
| Alma KTZH               | 0:8 | Valur Reykjavík         |

### Gruppe B3
Das Turnier wurde in Luzern (Schweiz) ausgetragen.
| Pl. | Verein             | Sp. | S | U | N | Tore    | Diff. | Punkte |
| --- | ------------------ | --- | - | - | - | ------- | ----- | ------ |
| 1.  | 1. FFC Frankfurt   | 3   | 2 | 1 | 0 | 016:200 | +14   | 07     |
| 2.  | Sparta Prag        | 3   | 2 | 1 | 0 | 005:100 | +4    | 07     |
| 3.  | SC LUwin.ch Luzern | 3   | 1 | 0 | 2 | 005:500 | ±0    | 03     |
| 4.  | Gömrükcü Baku      | 3   | 0 | 0 | 3 | 001:190 | −18   | 0      |

| 13. September 2005 |       |                    |
| 1. FFC Frankfurt   | 4:0   | SC Luwin.ch Luzern |
| Gömrükcü Baku      | 0:3   | Sparta Prag        |
| 15. September 2005 |       |                    |
| 1. FFC Frankfurt   | 1:1   | Sparta Prag        |
| SC Luwin.ch Luzern | 5:0   | Gömrükcü Baku      |
| 17. September 2005 |       |                    |
| Gömrükcü Baku      | 01:11 | 1. FFC Frankfurt   |
| Sparta Prag        | 1:0   | SC Luwin.ch Luzern |

### Gruppe B4
Das Turnier wurde in Kopenhagen (Dänemark) ausgetragen.
| Pl. | Verein           | Sp. | S | U | N | Tore    | Diff. | Punkte |
| --- | ---------------- | --- | - | - | - | ------- | ----- | ------ |
| 1.  | Brøndby IF       | 3   | 3 | 0 | 0 | 006:100 | +5    | 09     |
| 2.  | Arsenal LFC      | 3   | 2 | 0 | 1 | 004:200 | +2    | 06     |
| 3.  | FK Lada Toljatti | 3   | 0 | 1 | 2 | 003:600 | −3    | 01     |
| 4.  | KS AZS Wrocław   | 3   | 0 | 1 | 2 | 005:900 | −4    | 01     |

| 13. September 2005 |     |                  |
| Arsenal LFC        | 3:1 | KS AZS Wrocław   |
| Brøndby IF         | 2:0 | FK Lada Toljatti |
| 15. September 2005 |     |                  |
| Arsenal LFC        | 1:0 | FK Lada Toljatti |
| KS AZS Wrocław     | 1:3 | Brøndby IF       |
| 17. September 2005 |     |                  |
| Brøndby IF         | 1:0 | Arsenal LFC      |
| FK Lada Toljatti   | 3:3 | KS AZS Wrocław   |

## Viertelfinale
Titelverteidiger Potsdam hatte keine Probleme mit dem isländischen Meister aus Reykjavík. Etwas schwerer hatte es der 1. FFC Frankfurt gegen Arsenal.
|                 | Gesamt |                        | Hinspiel | Rückspiel |
| --------------- | ------ | ---------------------- | -------- | --------- |
| Valur Reykjavík | 02:19  | 1. FFC Turbine Potsdam | 1:8      | 01:11     |
| Sparta Prag     | 0:2    | Djurgården Damfotboll  | 0:2      | 0:0       |
| Arsenal LFC     | 2:4    | 1. FFC Frankfurt       | 1:1      | 1:3       |
| HSC Montpellier | 6:1    | Brøndby IF             | 3:0      | 3:1       |

## Halbfinale
Für beide deutschen Vereine bedeutete das Halbfinale ein hartes Stück Arbeit. Beide Clubs verloren ihre Hinspiele zu Hause, kamen aber durch Auswärtssiege ins Finale. Die Frankfurterinnen kamen nur durch die höhere Zahl der erzielten Auswärtstore weiter. Das Rückspiel in Montpellier wurde zu einem Skandalspiel. Nach einer Schiedsrichterentscheidung verließen die Spielerinnen des Gastgebers für fast 20 Minuten den Platz. Nach dem Schlusspfiff wurden die Frankfurter Spielerinnen von den Spielerinnen, Offiziellen und Fans von Montpellier bespuckt, beleidigt und tätlich angegriffen. Die FFC-Delegation musste fluchtartig das Stadion verlassen.
|                        | Gesamt    |                       | Hinspiel | Rückspiel |
| ---------------------- | --------- | --------------------- | -------- | --------- |
| 1. FFC Turbine Potsdam | 7:5       | Djurgården Damfotboll | 2:3      | 5:2       |
| 1. FFC Frankfurt       | (a)3:3(a) | HSC Montpellier       | 0:1      | 3:2       |

## Finale
Überraschend deutlich gewann Frankfurt das Hinspiel. Das Rückspiel wurde zu einem munteren und sehenswerten Spiel. 13.200 Zuschauer, darunter Bundeskanzlerin Angela Merkel bedeuteten einen neuen Rekord für ein Frauenfußball-Vereinsspiel in Europa.

### Hinspiel
| 1. FFC Turbine Potsdam                                                                | 1. FFC Turbine Potsdam | 1. FFC Frankfurt | 1. FFC Frankfurt |
| ------------------------------------------------------------------------------------- | --- | --- | ---------------- |
| 1. FFC Turbine Potsdam                                                                | \| 20. Mai 2006 in Potsdam (Karl-Liebknecht-Stadion) \| \| Ergebnis: 0:4 (0:1) \| \| Zuschauer: 4.431 \| \| Schiedsrichterin: Eva Oedlund ( Schweden), ab der 54. Minute Susanne Borg ( Schweden) \|                                          | \| 20. Mai 2006 in Potsdam (Karl-Liebknecht-Stadion) \| \| Ergebnis: 0:4 (0:1) \| \| Zuschauer: 4.431 \| \| Schiedsrichterin: Eva Oedlund ( Schweden), ab der 54. Minute Susanne Borg ( Schweden) \|                                                                        | 1. FFC Frankfurt |
| 1. FFC Turbine Potsdam                                                                | Nadine Angerer – Inken Beeken, Babett Peter, Peggy Nietgen – Navina Omilade (60. Isabel Kerschowski), Britta Carlson (83. Cristiane), Jennifer Zietz, Ariane Hingst – Petra Wimbersky, Anja Mittag, Conny Pohlers Cheftrainer: Bernd Schröder | Ursula Holl – Katrin Kliehm, Nia Künzer, Steffi Jones, Tina Wunderlich (81. Meike Weber) – Renate Lingor, Kerstin Garefrekes, Louise Hansen, Birgit Prinz (90. Patrizia Barucha) – Sandra Albertz (64. Saskia Bartusiak), Sandra Smisek Cheftrainer: Hans-Jürgen Tritschoks | 1. FFC Frankfurt |
| 1. FFC Turbine Potsdam                                                                | 0:1 Renate Lingor (6.) 0:2 Sandra Albertz (64.) 0:3 Kerstin Garefrekes (77.) 0:4 Renate Lingor (84.) | | 1. FFC Frankfurt |
| 1. FFC Turbine Potsdam                                                                | Navina Omilade | Tina Wunderlich | 1. FFC Frankfurt |
| 20. Mai 2006 in Potsdam (Karl-Liebknecht-Stadion)                                     | | |                  |
| Ergebnis: 0:4 (0:1)                                                                   | | |                  |
| Zuschauer: 4.431                                                                      | | |                  |
| Schiedsrichterin: Eva Oedlund ( Schweden), ab der 54. Minute Susanne Borg ( Schweden) | | |                  |

### Rückspiel
| 1. FFC Frankfurt                                       | 1. FFC Frankfurt | 1. FFC Turbine Potsdam | 1. FFC Turbine Potsdam |
| ------------------------------------------------------ | --- | --- | ---------------------- |
| 1. FFC Frankfurt                                       | \| 27. Mai 2006 in Frankfurt (Stadion am Bornheimer Hang) \| \| Ergebnis: 3:2 (1:2) \| \| Zuschauer: 13.200 \| \| Schiedsrichterin: Dagmar Damková ( Tschechien) \|                                                                                   | \| 27. Mai 2006 in Frankfurt (Stadion am Bornheimer Hang) \| \| Ergebnis: 3:2 (1:2) \| \| Zuschauer: 13.200 \| \| Schiedsrichterin: Dagmar Damková ( Tschechien) \| | 1. FFC Turbine Potsdam |
| 1. FFC Frankfurt                                       | Ursula Holl – Steffi Jones – Tina Wunderlich, Katrin Kliehm, Nia Künzer – Kerstin Garefrekes, Louise Hansen, Renate Lingor, Birgit Prinz – Sandra Smisek (64. Patrizia Barucha), Sandra Albertz (87. Meike Weber) Cheftrainer: Hans-Jürgen Tritschoks | Nadine Angerer – Ariane Hingst – Babett Peter, Jennifer Zietz, Peggy Nietgen – Navina Omilade (46. Cristiane), Britta Carlson, Inken Beeken (46. Isabel Kerschowski) – Petra Wimbersky (80. Monique Kerschowski), Conny Pohlers, Anja Mittag Cheftrainer: Bernd Schröder | 1. FFC Turbine Potsdam |
| 1. FFC Frankfurt                                       | 1:1 Steffi Jones (25.) 2:2 Renate Lingor (73., Foulelfmeter) 3:2 Birgit Prinz (90.+2') | 0:1 Conny Pohlers (8.) 1:2 Conny Pohlers (36.) | 1. FFC Turbine Potsdam |
| 1. FFC Frankfurt                                       | Jennifer Zietz, Cristiane | | 1. FFC Turbine Potsdam |
| 1. FFC Frankfurt                                       | Babett Peter | | 1. FFC Turbine Potsdam |
| 27. Mai 2006 in Frankfurt (Stadion am Bornheimer Hang) | | |                        |
| Ergebnis: 3:2 (1:2)                                    | | |                        |
| Zuschauer: 13.200                                      | | |                        |
| Schiedsrichterin: Dagmar Damková ( Tschechien)         | | |                        |